# Street Angel (1928)
Street Angel is een stomme film uit 1928 onder regie van Frank Borzage. Janet Gaynor en Charles Farrell spelen de hoofdrollen. De film is gebaseerd op het boek Cristilinda van Monckton Hoffe. De film werd bij de eerste Oscaruitreiking genomineerd voor één Oscar en bij de tweede Oscaruitreiking genomineerd voor twee. Janet Gaynor won de Oscar in de categorie Beste Actrice.
De film gaat over een voortvluchtige (Gaynor) die zich voegt bij een rondreizend circus. Hier inspireert ze een schilder en bloeit er een liefde op als hij haar schildert.

## Rolverdeling
| Acteur          | Personage |
| --------------- | --------- |
| Janet Gaynor    | Angela    |
| Charles Farrell | Gino      |